# EG-Fusionsvertrag
Der EG-Fusionsvertrag (offiziell Vertrag zur Einsetzung eines gemeinsamen Rates und einer gemeinsamen Kommission der Europäischen Gemeinschaften, selten auch Vertrag von Brüssel genannt) führte zur Einsetzung einer gemeinsamen Kommission und eines gemeinsamen Rates der damals drei Europäischen Gemeinschaften (Europäische Wirtschaftsgemeinschaft, Europäische Gemeinschaft für Kohle und Stahl und Europäische Atomgemeinschaft). Der Fusionsvertrag wurde am 8. April 1965 in Brüssel unterzeichnet und trat am 1. Juli 1967 in Kraft.
Nach dem Abkommen über gemeinsame Organe für die Europäischen Gemeinschaften vom 25. März 1957, das bereits laut Schlussakte Teil der Römischen Verträge war, hatten sich die drei Gemeinschaften bereits vor 1967 eine gemeinsame parlamentarische Versammlung (jetzt Europäisches Parlament), einen gemeinsamen Gerichtshof und einen gemeinsamen Wirtschafts- und Sozialausschuss geteilt. EWG, EGKS und Euratom besaßen jedoch jeweils ihre eigene Kommission (die im Fall der EGKS als Hohe Behörde bezeichnet wurde) und ihren eigenen Ministerrat. Mit dem Fusionsvertrag wurden zum einen der Besondere Ministerrat (EGKS) und die zwei Ministerräte (EWG, Euratom) sowie zum anderen die Hohe Behörde (EGKS) und die zwei Kommissionen (EWG, Euratom) jeweils zusammengeführt. Auf diese Weise wurde die Verschmelzung der Gemeinschaftsorgane vollendet.
Seit der Gründung der Europäischen Union durch den Vertrag von Maastricht 1992 wurden die EG-Institutionen auch für die Politikfelder der EU genutzt, was unmittelbar aus dem EU-Vertrag hervorging. 1997 wurde der Fusionsvertrag durch Artikel 9 Absatz 1 des Vertrags von Amsterdam aufgehoben. Seine wesentlichen Elemente wurden jedoch in das konsolidierte Vertragswerk (EG-Vertrag, EGKS-Vertrag und Euratom-Vertrag) übernommen und blieben damit gültig. Nach dem Auslaufen des EGKS-Vertrages (2002) und dem Aufgehen der EG in der EU durch den Vertrag von Lissabon 2009 existiert heute von den ursprünglichen drei Gemeinschaften nur noch die Euratom, die ihre Organe mit der Europäischen Union teilt.

## Zeitliche Einordnung
| Unterz. In Kraft Vertrag                    | 1948 Brüsseler Pakt                                               | 1951 1952 Paris                                                   | 1954 1955 Pariser Verträge                      | 1957 1958 Rom                                       | 1965 1967 Fusions- vertrag                          | 1986 1987 Einheitliche Europäische Akte | 1992 1993 Maastricht     | 1992 1993 Maastricht          | 1997 1999 Amsterdam           | 2001 2003 Nizza        | 2001 2003 Nizza | 2007 2009 Lissabon |  |  |  |  |  |  |  |  |  |
|                                             |                                                                   |                                                                   |                                                 |                                                     |                                                     |                                         |                          |                               |                               |                        |                 |                    |  |  |  |  |  |  |  |  |  |
| Europäische Gemeinschaften                  | Europäische Gemeinschaften                                        | Drei Säulen der Europäischen Union                                | Drei Säulen der Europäischen Union              | Drei Säulen der Europäischen Union                  | Drei Säulen der Europäischen Union                  | Drei Säulen der Europäischen Union      |                          |                               |                               |                        |                 |                    |  |  |  |  |  |  |  |  |  |
|                                             | Europäische Atomgemeinschaft (Euratom)                            | Europäische Atomgemeinschaft (Euratom)                            | →                                               |                                                     |                                                     |                                         | ←                        |                               |                               |                        |                 |                    |  |  |  |  |  |  |  |  |  |
|                                             |                                                                   |                                                                   | →                                               | Europäische Gemeinschaft für Kohle und Stahl (EGKS) | Europäische Gemeinschaft für Kohle und Stahl (EGKS) | Vertrag 2002 ausgelaufen                | Vertrag 2002 ausgelaufen |                               | Europäische Union (EU)        | Europäische Union (EU) |                 |                    |  |  |  |  |  |  |  |  |  |
|                                             |                                                                   |                                                                   | →                                               | Europäische Wirtschaftsgemeinschaft (EWG)           | Europäische Wirtschaftsgemeinschaft (EWG)           |                                         | ←                        | Europäische Gemeinschaft (EG) | Europäische Gemeinschaft (EG) | Europäische Union (EU) |                 |                    |  |  |  |  |  |  |  |  |  |
|                                             |                                                                   |                                                                   | →                                               | Justiz und Inneres (JI)                             |                                                     |                                         | ←                        | Europäische Gemeinschaft (EG) | Europäische Gemeinschaft (EG) | Europäische Union (EU) |                 |                    |  |  |  |  |  |  |  |  |  |
|                                             | Polizeiliche und justizielle Zusammenarbeit in Strafsachen (PJZS) | Polizeiliche und justizielle Zusammenarbeit in Strafsachen (PJZS) | →                                               | Justiz und Inneres (JI)                             | ←                                                   |                                         |                          |                               |                               | Europäische Union (EU) |                 |                    |  |  |  |  |  |  |  |  |  |
| Europäische Politische Zusammenarbeit (EPZ) | →                                                                 | Gemeinsame Außen- und Sicherheitspolitik (GASP)                   | Gemeinsame Außen- und Sicherheitspolitik (GASP) | Gemeinsame Außen- und Sicherheitspolitik (GASP)     | ←                                                   |                                         |                          |                               |                               | Europäische Union (EU) |                 |                    |  |  |  |  |  |  |  |  |  |
| Westunion (WU)                              | Westunion (WU)                                                    | Westeuropäische Union (WEU)                                       | Westeuropäische Union (WEU)                     | Westeuropäische Union (WEU)                         | Westeuropäische Union (WEU)                         |                                         |                          |                               |                               | Europäische Union (EU) |                 |                    |  |  |  |  |  |  |  |  |  |
| Westunion (WU)                              | Westunion (WU)                                                    | Westeuropäische Union (WEU)                                       | Westeuropäische Union (WEU)                     | Westeuropäische Union (WEU)                         | Westeuropäische Union (WEU)                         | aufgelöst zum 1. Juli 2011              |                          |                               |                               |                        |                 |                    |  |  |  |  |  |  |  |  |  |
|                                             |                                                                   |                                                                   |                                                 |                                                     |                                                     |                                         |                          |                               |                               |                        |                 |                    |  |  |  |  |  |  |  |  |  |